# Сем Клемметт
Семюел Тімоті Клемметт (англ. Samuel Timothy Clemmett) — британський актор, який найбільш відомий своєю роллю Альбуса Поттера у виставі «Гаррі Поттер і прокляте дитя».

## Раннє життя
Клемметт із Брундала поблизу Норвіча. Він відвідував школу Торп Сент-Ендрю. Почав займатися акторською майстерністю як хобі, а пізніше в 16 років брав участь в інтенсиві в Національному молодіжному театрі.

## Кар'єра
Першим прослуховуванням Клемметта було для «Володаря мух», після чого він дебютував у ролі в ролі Білла в постановці 2011 року за сценічною адаптацією Найджела Вільямса. Також він дебютував на телебаченні у 2013 році, знявшись у фільмі «Війна Фойла» на ITV1 та «Лікарі» на BBC One. Далі Клемметт зіграв Ернста у «Війні Нівеллі» в MAC у Белфасті та Яна Трентінга в «Акколаде» в театрі Сент-Джеймса в Лондоні у 2014 році.
Клеммет зіграв роль Чарлі Макдональда у фільмі «Війна внизу» про Першу світову війну. Того року він також з'явився у кримінальному фільмі «Вишня». Також він зіграв роль молодого Брімслі в приквелі Netflix «Бріджертони: Історія королеви Шарлоти».

## Особисте життя
У жовтні 2022 року Клемметт одружився з Данарозою Лобу. Він є патроном MoCo Theatre Company в Королівському театрі Норвіча.

## Фільмографія
| Рік  | Назва                                       | Роль                 | Примітки                          |
| ---- | ------------------------------------------- | -------------------- | --------------------------------- |
| 2013 | Війна Фойла                                 | Джек Шоу             | Епізод: «Кільце вічності»         |
| 2013 | Лікарі                                      | Оллі Уайтхолл        | Епізод: «Де зупиняється Бак»      |
| 2013 | Спалити годинник                            | Джей                 | Короткий фільм                    |
| 2014 | Наша світова війна                          | Білл Фолкс           | Інтерактивний епізод: «High Wood» |
| 2014 | Холбі Сіті                                  | Тей Сімонс           | Епізод: «Принц серед людей»       |
| 2015 | Ігри вбивства: життя і смерть Брека Беднара | Льюїс                | Телевізійний документальний фільм |
| 2015 | Вижив                                       | Підліток з телефоном |                                   |
| 2016 | Мушкетери                                   | Люк                  | Епізод: «Військова здобич»        |
| 2018 | Індевор                                     | Rackaway             | Епізод: «Ікар»                    |
| 2021 | Загублене серце                             | Юрій                 |                                   |
| 2021 | Війна внизу                                 | Чарлі                |                                   |
| 2023 | Бріджертони: Історія королеви Шарлотти      | Молодий Брімслі      |                                   |